# كأس تاهيتي
كأس تاهيتي (بالفرنسية: Coupe de Polynésie française de football)‏ ، هي بطولة رسمية لكرة القدم في بولينزيا الفرنسية ، أسست سنة 1938م.

## وصلة خارجية
- Tahiti – List of Cup Winners, RSSSF.com